# Kunishige Kamamoto
Kunishige Kamamoto (Japans: 釜本 邦茂, Kamamoto Kunishige) (Kyoto, 15 april 1944 – Osaka, 10 augustus 2025) was een Japans voetballer.
Hij won met het Japanse voetbalelftal een bronzen medaille op de Olympische Zomerspelen van 1968 in Mexico-Stad. In totaal scoorde Kunishige in 84 wedstrijden 80 keer voor de nationale ploeg. Hij is topscorer van de nationale ploeg. Zijn interlandcarrière begon met een vriendschappelijke wedstrijd op 3 maart 1964 tegen Singapore, waarin hij meteen zijn eerste doelpunt maakte. Een ander hoogtepunt in Kunishige's carrière was de kwalificatiewedstrijd (voor de Olympische Zomerspelen van 1968, waar hij later ook derde werd met Japan) tegen de Filipijnen op 27 september 1967 in Tokio. In deze wedstrijd scoorde hij zes keer en het werd de grootste overwinning ooit voor Japan: 15-0. Verder is hij zeven maal topscorer geweest van de Japan Soccer League.
Van 1995 tot 2001 was Kunishige Kamamoto actief in de Japanse politiek als lid van het Hogerhuis. Van 1998 tot 2008 was hij vicevoorzitter van de  Japanse voetbalbond.

## Statistieken
| Japans voetbalelftal | Japans voetbalelftal | Japans voetbalelftal |
| Jaar                 | Wed.                 | Dlp.                 |
| -------------------- | -------------------- | -------------------- |
| 1964                 | 2                    | 1                    |
| 1965                 | 3                    | 3                    |
| 1966                 | 7                    | 6                    |
| 1967                 | 5                    | 11                   |
| 1968                 | 4                    | 7                    |
| 1969                 | 0                    | 0                    |
| 1970                 | 6                    | 3                    |
| 1971                 | 6                    | 8                    |
| 1972                 | 8                    | 15                   |
| 1973                 | 3                    | 2                    |
| 1974                 | 5                    | 5                    |
| 1975                 | 7                    | 5                    |
| 1976                 | 16                   | 9                    |
| 1977                 | 9                    | 0                    |
| Totaal               | 76                   | 75                   |